# Bernart Tortitz
Bernart Tortitz (fl. XIII secolo) è stato un trovatore occitano del XIII secolo pressoché sconosciuto, probabilmente originario di qualche località di una regione che comprende Guascogna, Comminges, Agenais e, Bordolese.
Della sua opera ci è pervenuta una sola canso ("Per ensenhar los nescis amadors") di quattro coblas di otto versi ciascuna, attribuita a Tortitz in un solo manoscritto, forse mutila di qualche strofa (o della parte finale) e del congedo. Il componimento, una forma di ensenhamen, si prefigge di istruire gli "sciocchi amatori" (nescis amadors) sulle qualità del "fine amante", deplorando quelle dell'"ingannatore" (trichador).